# Neuenhof (Odenthal)
Neuenhof war ein Wohnplatz in Oberodenthal auf dem Gebiet der heutigen Gemeinde Odenthal  im Rheinisch-Bergischen Kreis.

## Lage und Beschreibung
Neuenhof lag an der Verbindungsstraße von Altenberg und Schmeisig auf einer Erhöhung im Gelände. Heute befindet sich dort ein Parkplatz.

## Geschichte
Der Neuenhof findet im Jahr 1402 Erwähnung, als der Hof durch Tausch mit Herzog Wilhelm II. in den Besitz des Klosters Altenberg gelangte. Er blieb bis zur Aufhebung des Klosters in dessen Besitz.
Aus der Charte des Herzogthums Berg 1789 von Carl Friedrich von Wiebeking geht hervor, dass Neuenhof zu dieser Zeit Teil von Oberodenthal in der Herrschaft Odenthal war.
Unter der französischen Verwaltung zwischen 1806 und 1813 wurde die Herrschaft aufgelöst. Neuenhof wurde politisch der Mairie Odenthal im Kanton Bensberg zugeordnet. 1816 wandelten die Preußen die Mairie zur Bürgermeisterei Odenthal im Kreis Mülheim am Rhein.
Der Ort ist auf der Preußischen Neuaufnahme von 1892 als Neuenhof verzeichnet. Auf dem Messtischblatt von 1936 ist er nicht mehr eingetragen. Ebenso ist er im Gemeindelexikon von 1905 nicht mehr verzeichnet.
| Jahr | Einwohner | Wohngebäude | Kategorie |
| ---- | --------- | ----------- | --------- |
| 1871 | 7         | 2           | Wirtshaus |
| 1885 | 11        | 2           | Ortschaft |
| 1895 | 8         | 1           | Ortschaft |